# Famille Tournemouche
La famille Tournemouche est une famille de la noblesse française originaire de Morlaix, en Bretagne. Enrichie par le commerce maritime, et figurant parmi les nobles bourgeois de la ville de Morlaix aux XVIe siècle et XVIIe siècle, elle fut maintenue noble en 1671.
Elle compte parmi ses membres un maire de Morlaix et plusieurs officiers de la sénéchaussée de Morlaix-Lanmeur. Cette famille s'est éteinte dès 1684 à Morlaix.

## Histoire

### Les aventures d'un riche armateur (1529-1530)
Célèbre armateur, Mathurin Tournemouche, sieur de Kergueff (Plougasnou), est cité en 1532 parmi les marchands de Saint-Pol-de-Léon travaillant avec le port d’Anvers.
Il commerce aussi avec le Brésil. En 1529, trois navires dont un lui appartenant, sont pris par une escadre portugaise. François Ier (roi de France), en soutien aux marchands du duché de Bretagne, écrit alors à Jean III (roi de Portugal), pour réclamer une indemnité de 600.000 écus à la suite du pillage des navires et au massacre des équipages.
Il « s’en fut deux fois en Amérique, pourchassa les pirates barbaresques et conduisit ses propres navires au siège d’Alger en 1530 ».

### Une famille bourgeoise et d'officiers à Morlaix (XVIesiècle-XVIIesiècle)

#### Jacques Tournemouche, bailli de Morlaix
Jacques Tournemouche, fils de Mathurin Tournemouche, est bailli de Morlaix en 1552. Il acquiert en 1558, pour 674 livres, la coutume et ferme des toiles de la ville de Morlaix. En 1566, le baron du Pont lui vend le lieu et manoir noble du Bodon (Lanmeur).
Anobli en 1600, ses fils portent désormais la qualité d’écuyer[réf. nécessaire].

#### Martin Tournemouche, procureur-syndic de Morlaix
Né en 1548 à Morlaix, Martin Tournemouche, sieur du Bodon, fils de Jacques Tournemouche, reçoit une instruction au collège, à Paris, et des leçons d’un pédagogue privé.
En 1585, procureur-syndic de Morlaix, il achète pour sa mère, au prix de 2.725 écus, le manoir de Penlan (Plourin-lès-Morlaix).
Il figure parmi les capitaines du château du Taureau.

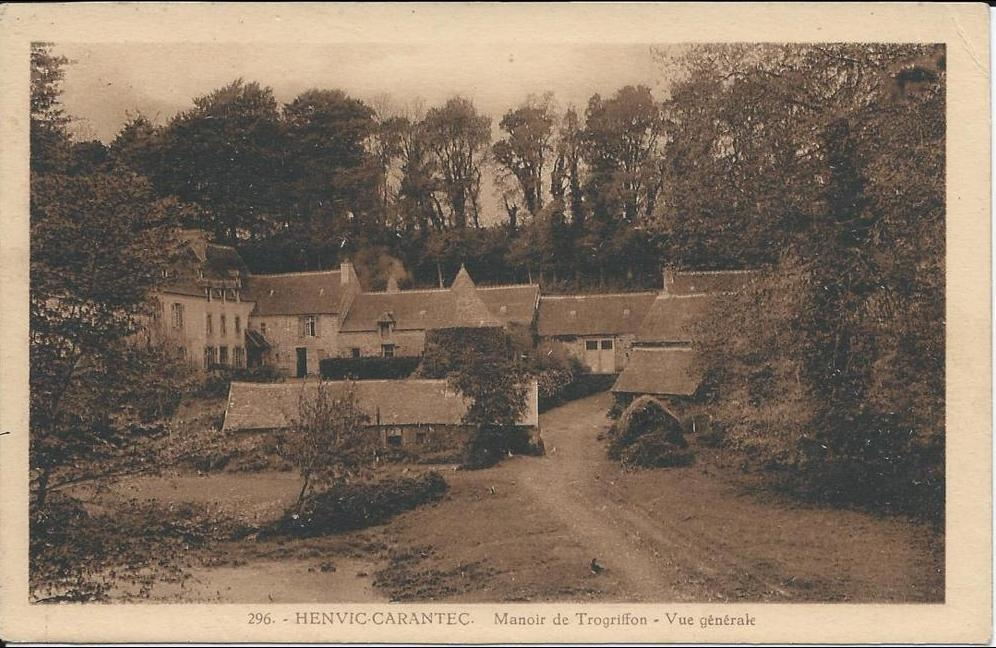
Manoir de Trogriffon (Henvic)

Sa sœur, Margueritte Tournemouche, dame de Penlan et de Keralsy (Lanmeur) est mariée avec l’écuyer Jan Le Bihan, sieur de Kerallo. Ils font l’acquisition en 1578, pour 6.000 écus, du manoir de Trogriffon (Henvic).

#### Jan Tournemouche, grand archidiacre de Tréguier
Né en 1586, Jan Tournemouche, sieur de Kersaudy, fils de Martin Tournemouche, devient chanoine, grand archidiacre et promoteur de Tréguier, prieur de l’église Saint-Mathieu de Morlaix, chapelain de Lambader.
Son frère, François Tournemouche, sieur de Kerezrou, meurt en 1626 sans héritiers.

#### Jacques Tournemouche, sénéchal de Lanmeur et bailli de Morlaix
Jacques Tournemouche, sieur du Bodon, troisième fils de Martin Tournemouche, hérite en 1600 du lieu et manoir noble du Bodon. L’année suivante, il devient sénéchal de Lanmeur et ajoute en 1607 l’office de bailli de la cour royale de Morlaix.
Parmi ses enfants :

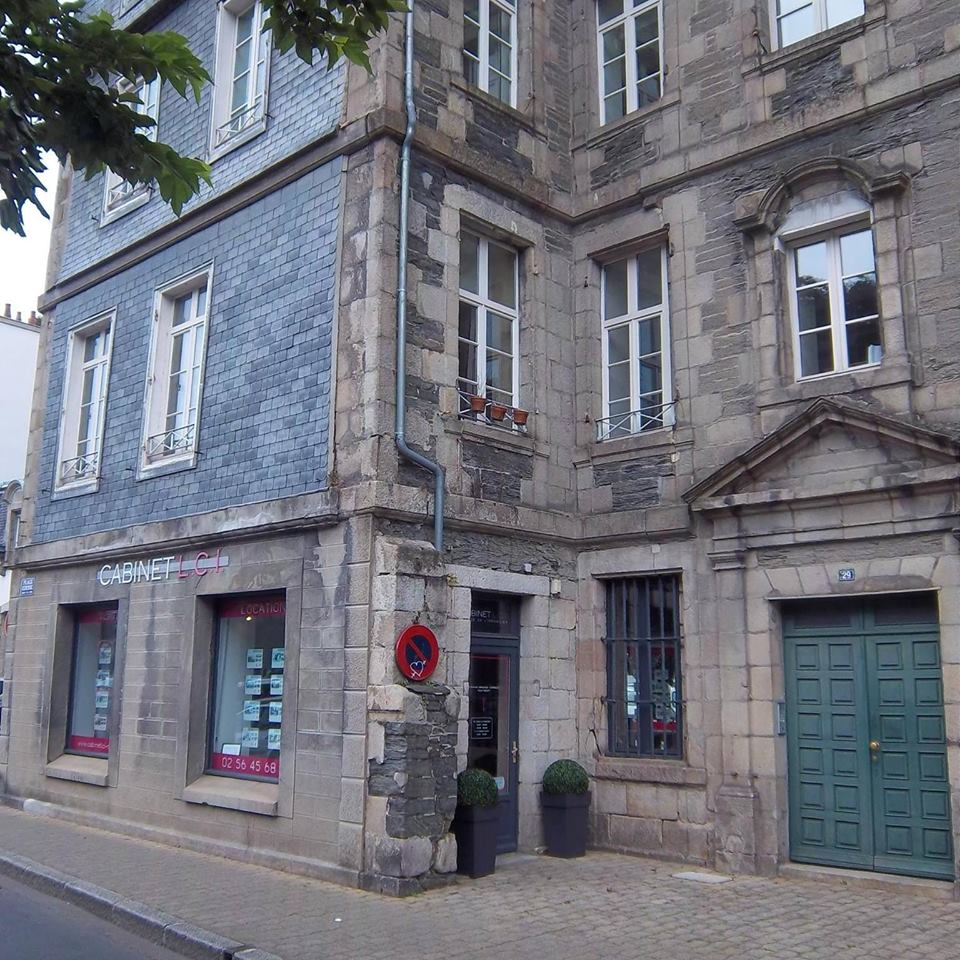
Ancienne maison Tournemouche à Morlaix (ancien quai de Tréguier)

- Margueritte Tournemouche, née en 1613, se marie en 1641 avec Alexandre Quintin de Kerscao. Ils héritent du manoir de Trogriffon.
- Louise Tournemouche, née en 1614, épouse en 1632 Vincent Partevaux de Porzboden.
- François Tournemouche, sieur de Kerallo, né en 1616, meurt à l’âge de 22 ans.

#### Jacques Tournemouche, dernier sieur du Bodon
Né en 1617, Jacques Tournemouche, sieur du Bodon, deuxième fils de Jacques Tournemouche, est le dernier représentant de cette famille. Il épouse demoiselle Marie L’Haridon de Landerneau (siège de la principauté de Léon dont Charles L’Haridon est le bailli et second magistrat de la Cour).
Le 5 mars 1671 à Rennes, lors de la réformation de la noblesse en Bretagne, il est reconnu noble d'extraction, sur preuves de 4 degrés d'ascendance (y compris le maintenu),,.
En 1677, il déclare résider à Morlaix dans une maison au bas du quai de Tréguier.
Il meurt en 1684 et sa veuve en 1700 sans hoirs de corps.

## Armes
- D’argent à une ruche de sable, accompagnée de sept abeilles de même en orle[20]

Jacques Tournemouche, bailli de Morlaix en 1552, anobli en 1600, adopte la devise :
- Plus mellis quam messis (Plus de miel que de moisson)

Cette devise fait allusion à leur nom Tournemouche, ainsi qu’à la ruche et aux abeilles figurant sur leur blason.

## Généalogie
- Mathurin Tournemouche, sieur de Kergueff, armateur et marchand à Morlaix[1]
  - Jacques Tournemouche, sieur de Kergueff, bailli de Morlaix. Marié à Anne Le Gobihan.
    - Margueritte Tournemouche, dame de Penlan et de Keralsy. Mariée à Morice Forget puis à l'écuyer Jan Le Bihan.
    - Anne Tournemouche (1545-)
    - Marie Tournemouche (1547-)
    - Martin Tournemouche (1548-), sieur du Bodon et de Kergueff, procureur-syndic de Morlaix. Marié à Marie Le Gac.
      - François Tournemouche (+1626), sieur de Kerezrou.
      - Jacques Tournemouche (+1633), sieur du Bodon, sénéchal de Lanmeur et bailli de la cour de Morlaix. Marié à Françoise Le Lay.
        - Marie Tournemouche (1611-)
        - Margueritte Tournemouche (1613-1647). Mariée à Alexandre Quintin. Sieur et dame de Kerscao.
        - Louise Tournemouche (1614-1653). Mariée à Vincent Partevaux. Sieur et dame de Porzboden.
        - François Tournemouche (1616-1639), sieur de Kerallo.
        - Jacques Tournemouche (1617-1684). Marié à Marie L'Haridon (+1700). Sieur et dame du Bodon.

      - Margueritte Tournemouche (1581-). Mariée à Hamon Le Jacobin. Sieur et dame de Keremprat.
      - Jan Tournemouche (1586-1648), sieur de Kersaudy, chanoine, grand archidiacre et promoteur de Tréguier, prieur de Saint-Mathieu, chapelain de Lambader.

## Pour approfondir